# 佐野嘉吉
佐野 嘉吉（さの かきち、1910年（明治43年）8月30日 - 1993年（平成5年）3月7日）は、日本の実業家、政治家。自由民主党衆議院議員(3期)。

## 経歴
静岡県静岡市出身。1934年（昭和9年）東京商科大学（現一橋大学）を卒業。同年、三機工業に入社。1943年（昭和18年）住友金属工業に転じた。1946年（昭和21年）東泉産業を設立し代表取締役に就任した。
政界では1930年（昭和5年）静岡県会議員に選出され戦後まで6期務め、第64代静岡県議会副議長、第60代静岡県議会議長となる。
1976年（昭和51年）の第34回衆議院議員総選挙に静岡第1区から自民党公認で立候補して当選。以後、第36回総選挙まで再選され連続3期務めた。この間、鈴木内閣・法務政務次官、第1次中曽根内閣・自治政務次官などを歴任。1983年（昭和58年）の第37回総選挙では次点で落選した。
その他、静岡県体育協会長、静岡県漁業協同組合長なども務めた。
1984年4月の春の叙勲で勲一等に叙され、瑞宝章を受章する。
1993年3月7日、死去。82歳没。特旨を以て位記を追賜され、死没日付で従四位に叙された。

## 家族
- 佐野康輔[8]（息子）: 第100代静岡県議会議長 学校法人中村学園副理事長
- 佐野理平(実弟) : 静岡県出身のサッカー選手。ポジションはGK。日本代表として、1936年のベルリンオリンピックに出場した。